# Coachella
Coachella város az USA Kalifornia államában, Riverside megyében. Lakosainak száma 41 941 fő (2020. április 1.).

## Népesség
A település népességének változása:

| 2010 | 40 704 |
| 2020 | 41 941 |